# Hendrik Andriessen
Hendrik Franciscus Andriessen (født 17. september 1892 i Haarlem, Holland, død 12. juni 1981 i Heemstede, Holland) var en hollandsk komponist og organist, som skrev orkesterværker, og en del musik for orgel, 2 operaer, 4 symfonier, og den berømte orkestervariation Variationer over et tema af Kuhnau. Hans far var komponisten Nico Andriessen (1845-1913). Andriessen havde en bror Willem Andriessen (1887-1964) og tre børn Jurriaan Andriessen (1925-1996), Caecilia Andriessen (1931-2019) og Louis Andriessen (1939-2021), som alle var komponister.

## Værker

### Orkesterværker
- Symfoniske Fantasie for klaver og orkester (1916)
- 4 symfonier (1930, 1937, 1946, 1954)
- Variationer over et tema af Kuhnau (1935)
- Couperin Variationer (1944)
- Ricercare (1949)
- Koncert for orgel og orkester (1950)
- Symfonisk Etude (1952)
- Libertas venit (1954)
- Mascherata (1962)
- Violinkoncert (1969)
- Chromatiske variationer (1970)
- Chantecler (1972)

### Kammermusik
- Sonate, for violin og klaver (1914)
- Sonatina, for bratsch og klaver (1924)
- Sonate, for cello og klaver (1926)
- Sérénade, for fløjte eller violin, violin eller obo, og cello eller fagot (1938)
- Blæserkvintet (1951)
- Ballade, for obo og klaver (1952)
- Sonate, for bratsch og klaver (1967)
- Tre Pezzi, voor fløjte og harpe (1967)
- l'Indifferent, for strygekvartet (1969)
- Divertimento a cinque, for fløjte, obo, violin, bratsch og cello (1972)
- Choral Varié, for 3 trompetter en 3 basuner (1973)

### Operaer
- Philomela (1950)
- De Spiegel van Venetië (Venedigs Spejle) (1967)

### Orgelværker
- Toccata (1917)
- Sonata da Chiesa (1926)
- Passacaglia (1929)
- Sinfonia per Organo (1940)

### Korværker
- Magna Res est Amor (1919)
- Missa in festo Assumptionis beatae Mariae Virginis (1925)
- Missa Simplex (1928)
- Missa pro Defunctis (1931)
- Missa Sponsa Christi (1932)
- Missa Diatonica (1935)
- Missa in festo nativitatis Beatae Mariae Virginis Proprium (1937)
- Missa Christus Rex (1938)
- Hymnus "Frequentemus hodie" (1939)
- Te Deum (1943)
- Missa Lauda Sion (1944)
- Missa Solemnis (1946)
- Hodie Christus natus est (1946)
- Festum Immaculatie Cordis "Beatae Mariae Virginis" (1954)
- Amienj Gospodie (1958)
- Psalm IX (1961)
- La Vierge à Midi (1966)

### Sange
- L'aube spirituelle (1916)
- Miroir de peine (1923)